# Serafín Luis Alberto Cartagena Ocaña
Serafín Luis Alberto Cartagena Ocaña (ur. 7 listopada 1924 w Tixán) – hiszpański duchowny rzymskokatolicki posługujący w Ekwadorze, w latach 1983-2003 wikariusz apostolski Zamora en Ecuador.

## Życiorys
Święcenia kapłańskie przyjął 1 kwietnia 1951. 17 maja 1980 został mianowany prefektem apostolskim Galapagos, a 10 września 1982 wikariuszem apostolskim Zamora en Ecuador ze stolicą tytularną Gibba. Sakrę biskupią otrzymał 2 lutego 1983. 1 lutego 2003 przeszedł na emeryturę.